# Papillaria hyalinotricha
Papillaria hyalinotricha är en bladmossart som beskrevs av C. Müller 1901. Papillaria hyalinotricha ingår i släktet Papillaria och familjen Meteoriaceae. Inga underarter finns listade i Catalogue of Life.